# Hervé Brousseau
Pour les articles homonymes, voir Brousseau.
Hervé Brousseau est un chanteur, comédien et animateur de télévision québécois, né à Québec le 5 février 1937 et mort le 4 janvier 2017 .Il était le frère du comédien Jean Brousseau.

## Biographie
Né à Québec, Hervé Brousseau s'établira à Montréal en 1957 pour y entamer une carrière de comédien dans la série pour enfant Opération-Mystère aux côtés de Louise Marleau et Marcel Cabay. 
Ayant entamé une carrière de chanteur en se faisant entre autres connaître comme membre du groupe Les Bozos avec Jacques Blanchet, Clémence DesRochers, Jean-Pierre Ferland, André Gagnon, Claude Léveillée et Raymond Lévesque, il fut aussi compositeur pour différents artistes dont Aglaé, Pauline Julien et Renée Claude. Sa carrière dans le domaine musical cesse en 1967.
Il fut aussi l'animateur d'émission de télévision estivale Du côté de Québec pour la Télévision de Radio-Canada en 1966, ainsi qu'animateur radio de Mes chansons sur les ondes de la CHRC.
Il est mort le 4 janvier 2017  d'un cancer du pancréas.

## Télévision
- 1957-1959 : Opération-Mystère : Luc
- 1957-1958 : Quatuor : C.Q.F.D. : Pierre Beaudry
- 1959-1963 : Le Grand Duc
- 1959-1961 : En haut de la pente douce : un adolescent
- 1963-1966 : De 9 à 5 : Gaston
- 1966 : Coucou : Patachou

## Cinéma
- 1959 : Les Brûlés de Bernard Devlin
- 1964 : Solange dans nos campagnes de Gilles Carle

## Discographie albums
- 1959 : Vol. 1
- 1961 : Vol. 2
- 1963 : Vol. 3
- 1966 : Carbone